# God’s Menu
«God’s Menu» (кор. 神메뉴) — заглавный сингл студийного альбома Go Live южнокорейского бой-бэнда Stray Kids. Выпущен вместе с альбомом 17 июня 2020 года лейблом JYP Entertainment и распространялся сервисом Dreamus. «God’s Menu» считается самым узнаваемой и фирменной песней группы.

## Предыстория
Первый студийный альбом Stray Kids на корейском языке Go Live был впервые анонсирован в трейлере 27 мая 2020 года и запланирован к выпуску 17 июня. Список композиций альбома был опубликован днём позже. Из 12 песен «God’s Menu» появляется в качестве второй композиции и помечена как заглавный сингл. Участники продюсерского юнита 3Racha, Пан Чхан и Чханбин принимали активное участие в написании и производстве альбома; «God’s Menu» был выпущен в тот же день, что и релиз альбома.

## Музыка и текст
Сингл «God’s Menu» называют пионером «музыки со вкусом мала» (кор. 마라맛 음악; Марамас ымак), заимствованной из острой и пряной приправы мала.

## Музыкальный видеоклип
Музыкальный видеоклип сингла «God’s Menu» был загружен 17 июня 2020 года одновременно с релизом сингла. Ему предшествовал тизер, ранее выпущенный за три дня до релиза. По состоянию на 22 июня 2023 года, клип набрал 405 миллионов просмотров, что делает его самым просматриваемым видео Stray Kids на YouTube. В клипе также снялись Мако, Рио, Майя, Аяка, Рима и Миихи, участницы дебютировавшей в конце 2020 года японской гёрл-группы NiziU, сформированной JYP Entertainment.

## Живые выступления
Начиная с 17 июня, даты релиза, участники Stray Kids исполнили «God’s Menu» на нескольких музыкальных программах в Республике Корея, таких как «Music Bank», «Show! Music Core», «Inkigayo» и «M Countdown».

## Награды и достижения
Сингл «Gods Menu» попал в списки «лучших K-pop песен» 2020 года по версии нескольких изданий, включая BuzzFeed (15-е место), CNN Philippines Life (без рейтинга), Cosmopolitan Philippines (2-е место) и Rolling Stone India (12-е место). В 2023 году Rolling Stone включил сингл в список «ста величайших песен в истории корейской поп-музыки» под номером 84, назвав его «совершенным видением шумного, взрывного трэп-попа [Stray Kids]», поскольку они взяли «концепцию плохого мальчика и подожгли его».

## Чарты
| Чарт (2020)                              | Высшая позиция |
| ---------------------------------------- | -------------- |
| Новая Зеландия (RMNZ)                    | 24             |
| Республика Корея (Circle Download Chart) | 144            |
| США (Billboard World Digital Song Sales) | 4              |

## Сертификации
| Регион | Сертификация | Продажи    |
| --- | ------------ | ---------- |
| США (RIAA) | Золотой      | 500 000    |
| Стриминг |              |            |
| Япония (RIAJ) | Золотой      | 50 000 000 |
| Данные о продажах + прослушиваниях приведены только на основе сертификации. · Данные только о прослушиваниях приведены на основе сертификации. |              |            |

### Комментарии
1. ↑  Иногда пишется на хангыле как 신메뉴[1].